# São João da Lagoa
São João da Lagoa é um município brasileiro do estado de Minas Gerais. Sua população recenseada em 2022 era de 4 822 habitantes. São João da Lagoa também é conhecido como Pitinha.